# Anouck Jaubert

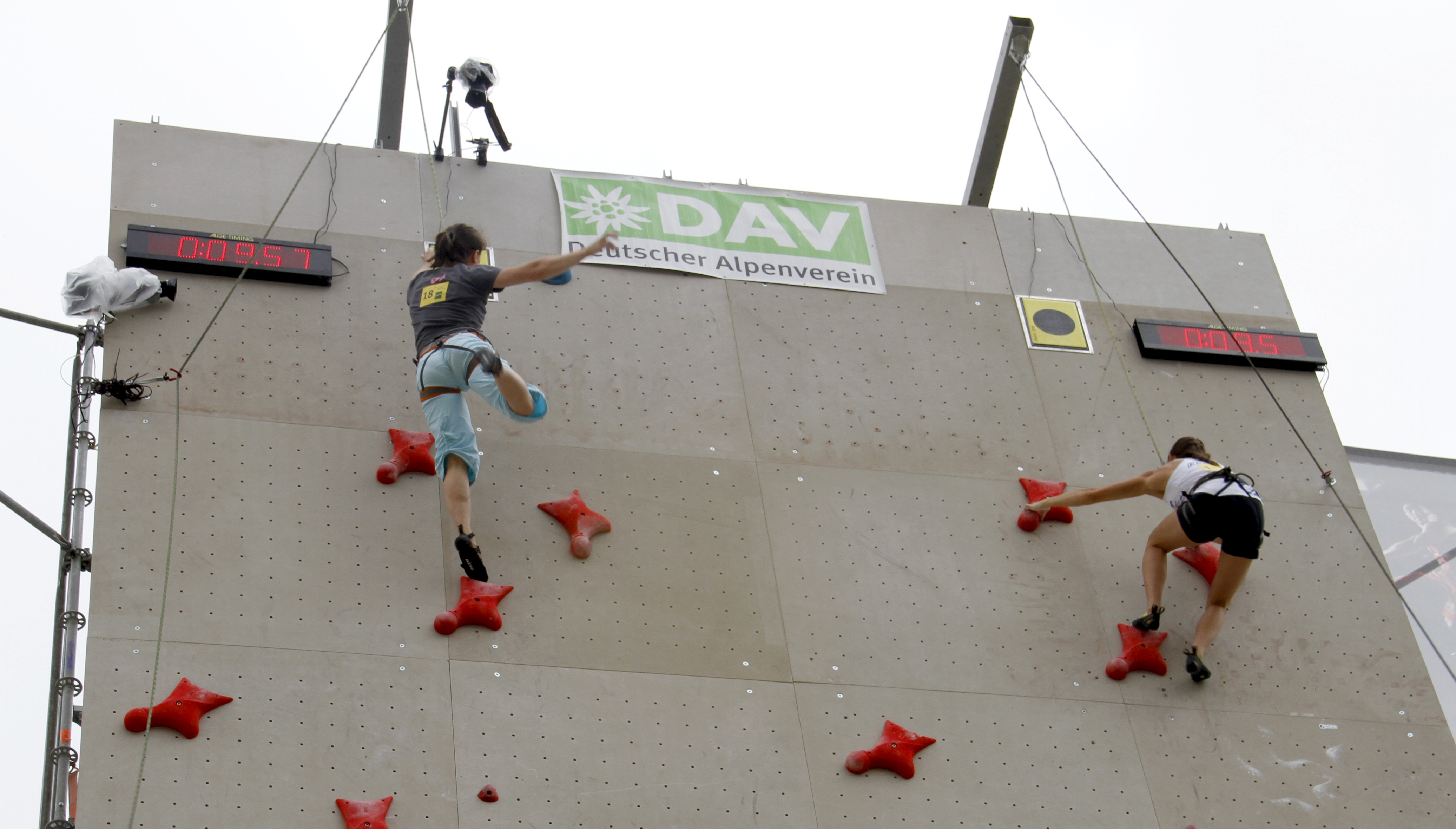
Monachium 2012 – Polka Edyta Ropek (na ścianie z lewej) wygrywa wspinaczkę z Anouck Jaubert w półfinale pucharu świata.

Anouck Jaubert (ur. 27 stycznia 1994 w Grenoble) – francuska wspinaczka sportowa. Specjalizuje się we wspinaczce na czas oraz we wspinaczce łącznej.

## Kariera sportowa
W 2016 w Paryżu podczas mistrzostw świata została wicemistrzynią we wspinaczce na czas. W 2019 w Hachiōji zdobyła brązowy medal we wspinaczce na czas, a w klasyfikacji generalnej wspinaczki łącznej zajęła 11. miejsce. Uczestniczyła w Tuluzie w 2019 w światowych kwalifikacjach do IO 2020 w Tokio, gdzie zajęła 15. miejsce, ostatnim miejscem dającym awans było pozycja 9.
Uczestniczka World Games we Wrocławiu w 2017, gdzie zdobyła srebrny medal we wspinaczce na czas.
W 2018 w Bratysławie podczas 2. akademickich mistrzostw świata zdobyła złoty medal we wspinaczce łącznej.
W 2015 w Chamonix podczas Mistrzostwa Europy zdobyła złoty medal we wspinaczce na czas.

## Osiągnięcia

### Mistrzostwa świata
| Konkurencje       | 2012 | 2014 | 2016 | 2018 | 2019 |
| Wsp. na czas      | 9    | 15   | 2    | 15   | 3    |
| Wspinaczka łączna | –    | –    | –    | 32   | 11   |

### Akademickie mistrzostwa świata
| Konkurencje       | 2018 |
| Wspinaczka łączna | 1    |

### Mistrzostwa Europy
| Konkurencje       | 2013 | 2015 | 2017 | 2019 | 2020 |
| Wsp. na czas      | 8    | 1    | 13   | 3    |      |
| Wspinaczka łączna | –    | –    | –    | –    |      |

### World Games
| Konkurencje  | 2017 |
| Wsp. na czas | 2    |